# Love of the Common People
Love of the Common People ist ein Lied von den Four Preps aus dem Jahr 1967, das von John Hurley und Ronnie Wilkins geschrieben wurde.

## Text und Bedeutung
Im Lied wird eine trostlose Geschichte von Armut und Arbeitslosigkeit erzählt. In den ersten Zeilen werden „kostenlose Lebensmittelkarten“ erwähnt, ein Hinweis auf staatliche Essenmarken- und Wohlfahrtsprogramme. Die im Song beschriebene Familie trägt löchrige Kleidung und Schuhe. Der letzte Vers ist jedoch optimistischer aufgefasst, da er dazu aufruft, den Glauben nicht zu verlieren und die Hoffnung auf Verbesserung aufrechtzuerhalten.
Es erscheint jedoch möglich, dass das Lied insgesamt sarkastisch gemeint ist, da der ständige Verweis auf die Liebe der Familie und der Verweis auf die Wichtigkeit des religiösen Glaubens im starken Gegensatz zur ökonomisch völlig trostlosen Situation stehen, die allein durch Liebe und Glaube zwar subjektiv erträglicher erscheinen mag, aber nicht im mindesten tatsächlich verbessert wird. Ein starker Hinweis hierauf ist auch die offensichtlich schönfärberische Behauptung, kein Geld für den Bus zu haben, wäre eine gute Sache, da man das Geld dann nicht verlieren kann, was aufgrund der löchrigen Kleidung ja zu befürchten wäre. Diese Form extremer sozialer Satire, um auf offensichtliche Missstände und den beschönigenden Umgang mit ihnen hinzuweisen, hat in der Aufklärung im angelsächsischen Sprachraum eine lange Tradition.

## Coverversion von Paul Young
Im Jahr 1982 nahm Paul Young das Lied für sein Album No Parlez auf. Bei der Erstveröffentlichung seiner Version kam das Cover nicht in die Charts. Erst nach den Hits Wherever I Lay My Hat (That’s My Home) und Come Back and Stay gelang Youngs Version des Liedes mit der Wiederveröffentlichung am 7. November 1983 der internationale Erfolg in den Charts. In den Ländern Irland, Niederlande, Belgien und Italien wurde die Synthiepop- und Softrock-Nummer ein Nummer-eins-Hit. Das Posaunensolo wurde von Rico Rodriguez gespielt.

### Musikvideo
Im Musikvideo trägt Paul Young das Lied mit Begleitmusikern vor, dabei werden auch Stadtkulissen eingeblendet.

### Chartplatzierungen
| ChartsChartplatzierungen       | Höchstplatzierung | Wochen |
| ------------------------------ | ----------------- | ------ |
| Deutschland (GfK)              | 5 (17 Wo.)        | 17     |
| Österreich (Ö3)                | 3 (12 Wo.)        | 12     |
| Schweiz (IFPI)                 | 3 (9 Wo.)         | 9      |
| Vereinigte Staaten (Billboard) | 45 (11 Wo.)       | 11     |
| Vereinigtes Königreich (OCC)   | 3 (13 Wo.)        | 13     |

| ChartsJahrescharts (1983)    | Platzierung |
| ---------------------------- | ----------- |
| Vereinigtes Königreich (OCC) | 15          |

| ChartsJahrescharts (1984) | Platzierung |
| ------------------------- | ----------- |
| Deutschland (GfK)         | 34          |
| Österreich (Ö3)           | 13          |

### Auszeichnungen für Musikverkäufe
| Land/Region                  | Auszeichnungen für Musikverkäufe (Land/Region, Auszeichnung, Verkäufe) | Verkäufe |
| ---------------------------- | ---------------------------------------------------------------------- | -------- |
| Vereinigtes Königreich (BPI) | Gold                                                                   | 500.000  |
| Insgesamt                    | 1× Gold ·                                                              | 500.000  |

## Andere Coverversionen
- 1967: Lynn Anderson
- 1967: Sandy Posey
- 1967: The Everly Brothers
- 1967: Waylon Jennings
- 1967: Wayne Newton
- 1968: Leonard Nimoy
- 1968: The Drifters
- 1968: The Gosdin Brothers
- 1968: The Simple Image
- 1969: John Denver
- 1969: Pat Boone
- 1970: Nicky Thomas
- 1970: Joe Dolan
- 1970: Rock Hudson
- 1970: The Brothers Four
- 1971: Wanda Jackson
- 1981: B. J. Thomas
- 1982: Stiff Little Fingers
- 1994: Elton John
- 2007: Bruce Springsteen